# Tristemma hirtum
Tristemma hirtum là một loài thực vật có hoa trong họ Mua. Loài này được P. Beauv. miêu tả khoa học đầu tiên năm 1806.